# Roma (лінкор)
Рома (італ. Roma) — італійський лінкор типу «Літторіо» періоду Другої світової війни, що був затоплений 9 вересня 1943 німецькими радіокерованими бомбами. Названий на честь столичного міста Рим.

## Історія

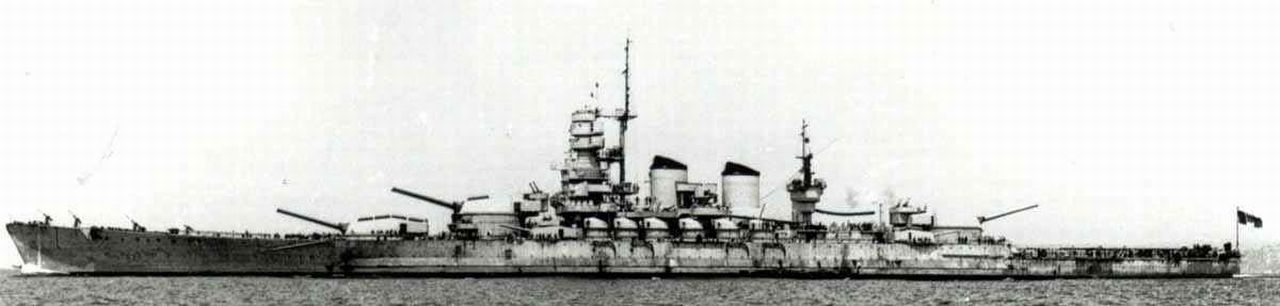
Лінкор «Рома». До вересня 1943

Після Першої світової війни Королівські військово-морські сили Італії не проводили будівництва нових лінкорів, обмежившись модернізацією існуючих. Для отримання домінуючої позиції в акваторії Середземного моря 1936 Італія не підписали Другий лондонський морський договір, що не обмежувало параметрів нових лінкорів, першу пару яких спустили на воду 1937 року.
У корабельні Cantieri Riuniti dell'Adriatico біля Трієсту заклали 18 вересня 1938 третій лінкор класу Littorio, який був на 3 метри довшим за перші два лінкори даного класу і мав на 426 т більшу водотоннажність. 9 червня 1940 він був спущений на воду і після доробки 14 червня 1942 прийнятий до складу Regia Marina. Крім нього було закладено ще один лінкор, який не добудували до завершення війни. Ця друга пара лінкорів задумувалась як відповідь на будівництво французьких лінкорів класу «Рішельє».

## Служба

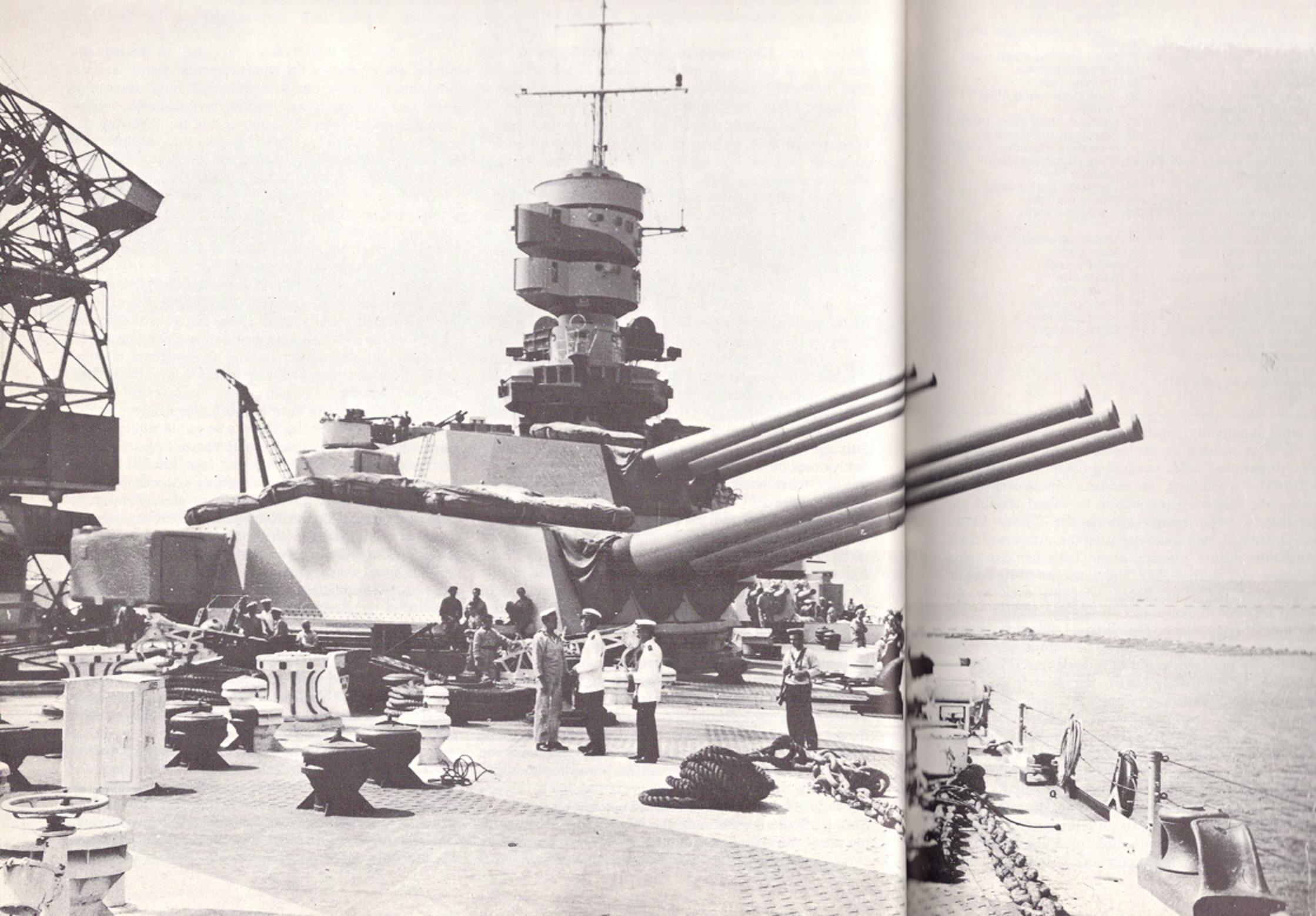
Головний калібр лінкору

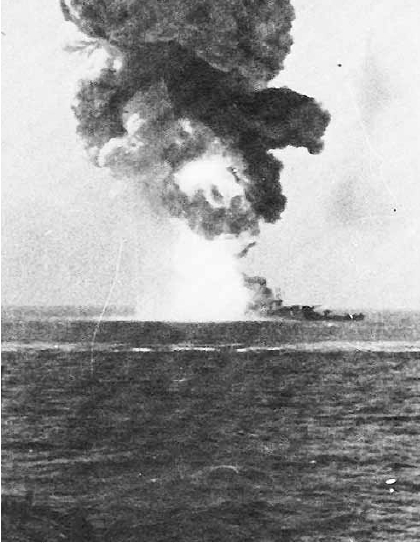
Вибух лінкору «Рома». 9 вересня 1943

Схема переходу італійських кораблів і загибелі лінкору «Рома»

Лінкор був прийнятий до складу 9-дивізії флоту 21 серпня 1942 після завершення конвойних операцій «Гарпун» і «Вігорос». Загалом він провів у складі флоту 15 місяців, пройшов 2490 миль за 133 години у 20 виходах в море. На той час вже була вирішена доля Північної Африки. Розпочались бомбардування портів на півдні Італії, через що лінкори були переведені на північ Італії. Через брак палива вони практично не виходили з баз для проведення операцій на морі. При бомбардуванні 5 червня 1943 бази Ла-Спеція був пошкоджений 900-кг бронебійними авіабомбами з Boeing B-17 Flying Fortress. Одна з них пробила палубу і борт з правої сторони і вибухнула у воді, пошкодивши 32 м² підводного борту, інша вибухнула біля лівого борту, утворивши пробоїну у 30 м². Корабель набрав 2350 т забортної води і залишився на плаву. У ніч 23/24 червня одна бомба вибухнула на 3 башті, не завдавши значних пошкоджень, друга пробила палубу на кормі, пошкодивши внутрішні приміщення. Лінкор перевели до Генуї, де його ремонтували впродовж 1-13 серпня.
10 липня 1943 розпочалась десантна операція в Сицилії, внаслідок чого 25 липня 1943 в Італії було усунуто від влади Беніто Муссоліні. Новий уряд П'єтро Бадольо розпочав перемовини про капітуляцію. 8 вересня 1943 його було оприлюднено і згідно п.4 кораблі Regia Marina мали перейти на Мальту для здачі союзникам. Вранці 9 вересня кораблі вийшли з бази Ла-Спеція під командуванням адмірала Карло Бергаміні, який обрав лінкор «Рома» за флагман угрупування з 3 лінкорів, 3 крейсерів, 8 есмінців, до яких приєднались в морі 3 крейсери з Генуї.

### Загибель
О 9:45 італійські кораблі були виявлені біля узбережжя Корсики літаками Люфтваффе. Близько 15:00 їх атакували бомбардувальники, які не досягнули успіху. Близько 15:50 неподалік Сардинії кораблі атакували бомбардувальники Do 217, що вилетіли з Істр у Франції. Вони були озброєні радіокерованими бомбами Fritz X вагою понад 1400 кг. О 15:52 одна з бомб потрапила по правому борту у центральну частину лінкору «Рома», пробивши усі палуби і вибухнувши у воді. Через пробоїну вода затопила кормове машинне відділення, 7 і 8 котельні відділення, третю електростанцію, через що виникли короткі замикання і пожежі у кормовій частині. Лінкор втратив хід і вийшов з бойової лінії кораблів. О 15:55 у правий борт попала друга бомба, пошкодивши носове машинне відділення. Розпочалась пожежа, внаслідок якої вибухнув носовий боєзапас головного калібру лінкору. Другу башту викинуло за борт корабля, а корпус лінкору переламався біля носової надбудови.
О 16:11 лінкор «Рома» перехилився на правий борт, перекинувся і затонув разом з 1326 моряками з екіпажу в 1948 осіб. Разом з кораблем загинув адмірал Бергаміні, начальник штабу з'єднання адмірал Станіслао Карачотті, командир корабля Адоне Дель Чіма, разом з іншими 1 254 членами екіпажу (66 з 71 офіцера та 1188 матросів). 622 моряки підібрали інші кораблі.